# グランド・セフト・オート・ザ・バラッド・オブ・ゲイ・トニー
『グランド・セフト・オート・ザ・バラッド・オブ・ゲイ・トニー』（英 : Grand Theft Auto : The Ballad of Gay Tony、以下GTA:TBoGTと表記する）は、アメリカのロックスター・ゲームス社（開発元はロックスター・ノース）から、『グランド・セフト・オートIV・ザ・ロスト・アンド・ダムド』（以下GTA:TLaD）に続くXbox 360用ダウンロードコンテンツ第2弾として、2009年10月29日にXbox Liveによる配信が行われたオープンワールド型クライムアクションゲームである。
本作の物語の位置づけとしては、『グランド・セフト・オートIV』(以下、GTAIV)の番外編的続編に当たる。
なお『GTAIV:TLaD』と『GTA:TBoGT』の2つのダウンロードコンテンツをまとめ、『グランド・セフト・オート・エピソード・フロム・リバティーシティ』（英 : Grand Theft Auto:Episodes from Liberty City）という名の単独ソフトとして（プレイする時に 『GTAIV』本編のディスクは不要。）、発売された。
PS3版とWindows版は、2010年4月13日、日本語版は2010年6月10日にそれぞれ発売された。
物語は、ノースウッド・ドミニカン・ドラッグ・ディーラーズ（The Northwood Dominican Drug Dealers）のメンバーの一人であり、ゲイ・トニーの通称で知られるアントニー・プリンスのビジネスパートナーでもあるルイス・フェルナンド・ロペス(Luis Fernando Lopez)の視点で描かれている。
今作は武器と派手さと腐敗にまみれたリバティーシティを押し出しており、金で人が動き誰が正しく誰がウソをついているのかわからない世界や、まわりの家族や友人に対する正直さとプレイヤーは向きあうことになる。

## 概要
本作では新たなゲームシステムが追加されている。ミッションに関してはヒットマンシリーズや、マンハントのように、一度プレイしたスコアが出るミッションをもう一度スコアを上げるためにプレイするという機能が付加された。この機能は以前にもグランド・セフト・オート・チャイナタウンウォーズで採用されている。またゲームの追加要素としては、7種類の新しい武器、以前のシリーズでも登場した自動車・バイク、小型攻撃ヘリコプター(BAZZADO)も登場。さらにグランド・セフト・オート・サンアンドレアスで登場したパラシュートが再び使えるようにもなっている。ラジオ局や追加サウンドトラックもいくつか追加され、エピソード・フロム・リバティーシティでのみの追加コンテンツとして、『バイスシティFM（Vice City FM）』という80年代の洋楽を取り入れたラジオ局他2局が追加される。
グラフィックは『IV』に比べて色調が明るめになり、細かなテクスチャの画質改善が施されている。これらの改善によってゲーム機またはパソコンにかかる負荷が大きくなり、特にコンシューマ機では平均フレームレートがIVに対して低くなっている。
他にも多数のミニゲームが追加された。ゴルフ練習場での打ちっぱなし、ダンスクラブに入って、その中でダンスを踊ったり、飲酒することができる他、クラブの警備員として働くこともできる。地下闘技場では格闘試合のトーナメントに参加したり、観客として賭けに参加したりすることができる。今回はレースがトライアスロンとなり、パラシュート・ボート・車となり、車にはニトロが搭載されている。
マルチプレイモードでは、フリーモード、デスマッチ、チームデスマッチ、レース、GTAレースの各モードが新しくなり、フリーモードではベースジャンプの競技が追加されている。
なお、CEROの審査に基づき、一部の不適切なシーンのカットが行われている。劇中でキャラクターが性器を露出させるシーンがあるが、国内版ではこのシーンはカットされている。また、トニーの喋る台詞は国内版は字幕が女性詞、いわゆるおかま口調になっている。

## ストーリー
ニコ・ベリックたちの銀行強盗に巻き込まれた主人公ルイスは無事に解放された後、仕事での上司というより相棒であるゲイ・トニーの家に寄る。
ゲイ・トニーは名の知れたクラブオーナーであるが、同時にそのクラブを維持・管理していくために方々から借金をしており、ルイスはその借金相手ロッコとヴィンスのペロッシ一家に会い、その肩代わりとしてルイスは借金相手の言う事を聞いて、仕事をこなしていくことになる。やがて、ルイスたちは借金を全額返済すべく、『GTAIV』シリーズで災難を呼んできた”呪いのダイヤモンド”を手に入れようと画策する。2人の計画は他のマフィアの注意を引き、アンチェロッティ・ファミリーのボスの娘にしてトニーの幼馴染でもあるグレイシーがニコたちアイリッシュ・ギャングに誘拐されてしまうやしだいにニーのトラブルが発展し、ルイスはアンチェロッティやブルガーリンから命を狙われることになるが、決死の覚悟でブルガーリンと決闘し、彼を殺害する。また、アンチェロッティ・ファミリーものちに本編主人公ニコに壊滅された為に難を逃れる。
エンディング、リバティーシティの公園に住むホームレスのジェリーはルイスにぶつかった際、その直後にゴミ箱から出てきたダイヤモンドを発見する。

## 登場人物

### 主な登場人物
ルイス・フェルナンド・ロペス（Luis Fernando Lopez）
声 - Mario D'Leon
ゲームの主人公で、プレイヤーが操作するキャラクターであり、トニー・プリンスのビジネスパートナー兼ボディガードでもある。25歳。ドミニカ系アメリカ人。郊外で比較的裕福な生活をしている兄と妹がいる。また、従軍経験があり、重火器の扱いはお手の物で、トニーの計らいでヘリの操縦訓練も受けている。過去に妹に手を出した教師を撃ち、児童鑑別所（日本の少年鑑別所に相当）へ収容されたことがあり（なお、収容されたのは17歳の時とのこと）、また麻薬取引が原因で幼馴染のアルマンドやヘンリケの身代わりに刑務所に入った経験もあるが、刑務所に入る前のルイスを知っている地元の友人達からは昔と大分変わったなどと若干軽蔑されている。
女性には好かれており、本人は「質より量」の女性関係がモットーで、一人の女性と深く長く付き合うことは無いが、それが原因でトラブルに巻き込まれることもある。
刑務所を出所した後はトニー・プリンスの紹介で彼のクラブのマネージャー兼ボディガードの仕事を始める。
アントニー・“ゲイ・トニー”・プリンス（Anthony "Gay Tony" Prince）
声 - David Kenner
通称ゲイ・トニー。リバティーシティにあるナイトクラブである"ヘラクレス"と"メゾネット・9" のオーナー。ニックネームからもわかるようにゲイなため、日本語字幕ではおかま口調で喋る。昔から街でも指折りの金持ちとして通っているが、今はクラブの経営状態も芳しくなく、様々な人からお金を借りている。また、薬物中毒なために恋人であるエヴァン・モスからもらった薬やコカインに依存し、ルイスからも止めるように忠告されており、彼自身も努力しているが、エヴァンに引き戻されては断ち切れずに中毒症状に苦しんでいる。ボディガードであるルイスに頼り切って先述の借金についても債務者から借金の返済の肩代わりとして依頼された仕事をルイスがこなしていく羽目になっている。
『GTA4』本編でも名前が時折登場しているほか、本作の10年後が舞台となるGTAオンライン「ナイトライフ・アップデート」でも登場。いくつかの事業に失敗していたがロスサントスで活躍する実業家であるオンラインプレイヤーに目を付けて購入を勧め、プレイヤーと共にナイトクラブの運営を行う。また、ラズロウからの「差別用語だ、ネットで炎上する」という指摘もあってか「ゲイ・トニー」というニックネームは使わなくなっている他、薬物中毒も解消している。
ユスフ・アミール（Yusuf Amir、アラビア語：يوسف أمير）
声 - オミッド・ジャリリ
アラブ首長国連邦の大金持ちである不動産デベロッパーで、ルイスの仕事仲間兼友人。リバティーシティにあるいくつもの高級物件を所有しており、最終的にはリバティーシティそのものを買収しようと目論んでいるために欲しいものがあればどんな手段でも手に入れるが、謙虚且つ仕事熱心な父親には残念な子供として見られている。また、武器から乗り物に至るまで自分の身の回りの物は全て金色に塗っている。バザードと呼ばれる攻撃ヘリを船上の武器商人から奪ってこさせたり、リバティーシティにテーマホテルを建てるために走行中の地下鉄の電車をヘリで釣り上げて奪うという仕事をルイスに依頼するが、先述したバザードを金色に塗り替えたものや金色のスーパー・ドロップ・ダイヤモンドと呼ばれるオープンカーといった所有物を惜しげもなくルイスに贈るばかりか、ブルガーリンとの最終決戦では自ら戦闘ヘリを駆って援護に現れる。『GTA4』本編でもプレイボーイXがらみのイベントにおいて名前のみ登場している。
ロッコ・ペロシ（Rocco Pelosi）
声 - グレゴリー・シフ
リバティーシティのマフィアの一つであるアンチェロッティ・ファミリーの組員で、ゲイ・トニーが金を借りている人物の一人。叔父のヴィンセンツォと行動を良く共にしており、ルイスとトニーのことをそれぞれラテン野郎 "spic" 、ゲイ野郎 "fag" と呼ぶ。ルイスとトニーに犯罪絡みの仕事を押し付ける一方で、借金の減額をちらつかせつつもトニーとルイスを長い間こき使う気でいる。
『GTAV』にも登場し、その時は芸能マネージャーとして、映画監督であるソロモン・リチャーズとも知り合いであるが、仲間と共に俳優の映画の出演料を上げさせようとソロモンを脅迫したことで彼の命を受けたマイケルによって仲間と共に始末された。
レイ・ブルガーリン（Rodislav "Ray" Bulgarin、ロシア語：Рэй Булгарин）
声 - ヴィタリ・ヴィクトロヴィチ・バガノフ
ロシア系マフィアのボスで、 かつては『GTA4』本編の主人公であるニコ・ベリックと不法移民の斡旋でビジネス関係を持っていた。人を見る目はあるが、思い込みが激しく、敵対者には一切容赦しない苛烈な性格をしている。またロックミュージックとスポーツのファンで、好きすぎが高じて遂にはリバティーシティのプロホッケーチームを買収しようとした。また、仲間のティムールなどとバンド演奏もしたりする一方で、同棲している姉とは仲が悪い。
ある時からルイスにも仕事を与えるようになるが、実は本作の黒幕で、同時に呪いのダイヤの元々の持ち主であることが後に判明する。その後、ルイスも裏切って本人に殺し屋を差し向けるも失敗し、リバティーシティからビジネスジェットで脱出を図ろうとしたところをバイクで乗り込んで来たルイスに射殺され、ルイスを脅す際に使おうとした手榴弾が爆発して機体ごと海の藻屑となった（『GTA4』本編ではニコを陥れて命を狙っていたが、『GTA4』最終ミッション後は死亡したとの話があったのみで、今作での最終ミッションがその顛末にあたる）。
ティムール（Timur "Timmy"、ロシア語：Тимур）
声 - グレン・フレシュラー
ブルガーリンの忠実な部下で、彼の右腕。ルイスについてはブルガーリンと仕事をするための「モノ」としか考えておらず、最期までルイスに冷酷な態度を取っていた。ブローカー南端の遊園地「ファンランド」にてヤクの取引の最中をルイスに襲撃され、ブルガーリンはもう既に街を脱出したと旨を叫んだ後にルイスに射殺された。
モーリ・キボッツ（Mori Kibbutz）
声 - Jeff Gurner
企業家で、ブルーシー・キボッツの兄である。トニーが金を借りている相手の一人でもあり、借金の帳消しを条件に自分の仕事をルイスに手伝わせる。
途方もない自信家として自分の容姿や知識、成功経験といった要素を自慢し、相手を見下す悪癖を持つが、身長だけは低い。また、弟のブルーシーには日ごろから中傷を繰り返しており、筋肉は自力でつけたこと（ブルーシーはステロイド剤を使っている）やアイビーリーグの学校に二つも受かったこと、投資が大成功して金を稼いだことなどを繰り返し、聞かせている。その一方、精神的には脆い一面もある。また、若い頃はイスラエル軍にいたらしく、本人曰く「見るに耐えないモノ」を数多く見てきた。
ブルーシー・キボッツ（Bruce "Brucie" Kibbutz）
声 - ティモシー・アダムス
『GTA4』本編でも登場したニコの仕事相手。自信家だった本編と違い、本作では兄のモーリに悩まされている。
グレイシー・アンチェロッティ（Grace "Gracie" Ancelotti）
声 - Rebecca Benhayon
ペゴリーノ一家と対立するマフィアの首領であるジオヴァーニ・アンチェロッティの娘で、トニーの幼なじみ。『GTA4』本編でも登場している。
アルマンド・トーレス（Armando "Mando" Torres）
声 - Jaime Fernandez
麻薬の売人で、ルイスの幼なじみ。同じく幼なじみであるエンリケ・バルダスと共に良く行動しており、独自の薬物売買先を開拓し、その業界で成功を収めるのが夢である。また、都会に出て慎重になったルイスの現状を快く思っておらず、「本質は殺し屋なのだから身の丈にあった生活をするべき」と主張するが、ルイスやエンリケ、アルマンドの三人で遊んでいる最中の会話からカルメン・オルティスと関係を持っているようである。『GTA4』本編のリトル・ジェイコブや『TLaD』のテリー・ソープに相当する役割を持ち、友好度が高くなるとSUVから武器を割引価格で購入することができるようになる。
エンリケ・バルダス（Henrique "Rique" Bardas）
声 - J. Salome Martinez
アルマンド・トーレスの相棒で、ルイスの幼なじみ。まともな仕事にはありつけず、結果として麻薬売買の仕事でアルマンドの手助けをしている。また、アルマンドの言動に追従することが多いが、時たま本質を突く発言をすることもある。『TLaD』のクレイ・シモンズと同じ役割を持ち、友好度が高くなると指定した乗り物を調達してもらうことができるようになる。
デッシー（Dessie）
声 - Wilhelm Lewis
愛称デス（Dess）。メゾネット9の用心棒兼ドアマンで、ルイスとは互いに信頼しあう仲である。

### その他の登場人物
ニコ・ベリック（Niko Bellic）
『GTA4』本編の主人公。
ジョニー・クレビッツ（Jonathan "Johnny" Klebitz）
声 - Scott Hill
『TLaD』の主人公。
セレビネーター（Celebinator）
声 - Paddy Curran
リバティーシティで有名なブロガー。有名人を皮肉るブログ「Celebinator」を日々更新しているが、トニーを中傷する記事を書いてしまったことが原因となり、ルイス達から観光ツアーを装ったヘリでハピネス島上空から突き落とされるという報復を受ける。
マーゴット（Margot）
声 - Sarah Clements
ルイスの元彼女。精神的に不安定なためにルイスとは一年前に別れているが、自殺を仄めかしてルイスの気を引こうとしており、その際に鎮痛剤の大量摂取で生命の危機に陥ったところをルイスが病院に搬送したことにより一命を取り留める。その後、Pier45で再会し、三階の手摺りから身を乗り出してまたも生命を盾に復縁を迫るもルイスに断られたために飛び降りて自殺した。その後ルイスはマーゴットを突き落とした犯人と勘違いされて大勢の市民から攻撃されることになる。
デイシー・キャッシュ・クーズ（Daisie Cash-Cooze）
声 - Elizabeth Jasicki
イギリス生まれの女性で、金融関係のビジネスマンを父に持つ。アクション・スターであるクリス・ハンツというゲイの男性にわいせつな映像を一般公開すると脅されて阻止しようとしたが、結局はスタージャンクションに設置してある大画面にその映像が流出してしまうことになる。
クリス・ハンツ（Chris Hunt）
1990年代に活躍したアクションスター。同性愛者であることを隠すためにデイシーとの性行為を収めた動画の一般公開を画策する。

## 評価
ニュースサイト「Game Watch」の勝田哲也は、ルイスがクラブの皆から頼られる存在として扱われるのに独特の感慨があったと述べると同時に、彼を通じて自分一人では解決できない悩みや社会へのいら立ちを共感していくだろうと述べ、社会のしがらみを描いている点が面白かったと評している。勝田は社会派として知られるGTAの中でもとりわけ本作はアメリカ社会が抱える問題を意識する内容だとしつつも、　従来と同じく、様々なものを連続爆破したり地下闘技場で戦ったりと破天荒なノリに満ちているとも評している。また、勝田は『GTAIV』や『GTA：TLAD』との関連性についても触れており、とりわけ『GTAIV』に登場する筋トレマニア・ブルーシーの兄・モーリーにはにやりとさせられたと述べ、暑苦しいブルーシーが兄の前でやり込められるのは面白かったと述べ、兄よりも愛嬌を感じたとしている。
ニュースサイト「4Gamer.net」の Chihiroも多彩なキャラクターを評価しており、『GTAIV』で登場したブルーシーが兄の前で委縮してしまう様子は、意外な一面を見たと述べている